# Andreas Gottlieb von Bernstorff
Andreas Gottlieb, baron von Bernstorff (ur. 2 marca 1649 w Ratzeburgu, zm. 6 lipca 1726 w Gartow) – hanowerski polityk, pierwszy minister Jerzego I Hanowerskiego. Był jednym z twórców potęgi niemiecko-duńskiego klanu Bernstorffów. Gromadził w swym ręku kolejne dobra dziedziczne; Wedendorf (1680), Hundorf (1690), Gartow (1694), Wotersen (1717) i Dreilützow (1725).

## Kariera
Jego ojczyzną była Meklemburgia, gdzie jego ród posiadał ziemie. Był on rzecznikiem ziemiaństwa meklemburskiego w konflikcie z księciem Karolem Leopoldem von Mecklenburg-Schwerin. Tytuł barona uzyskał w 1715 roku.
Jego ojcem był Andreas von Bernstorff, a matką Anna Elisabeth von Bülow. Andreas-ojciec był kapitularzem świątynnym (Domherr) w Ratzeburgu i radcą w Wolfenbüttel. Andreas Gottlieb von Bernstorff urzędował jako kanclerz w Celle. Od roku 1705 był rzeczywistym radcą stanu (Wirklicher Geheimer Rat) Elektoratu Hanowerskiego. Od roku 1709 był pierwszym ministrem Hanoweru.
Po unii między Hanowerem a Wielką Brytanią, Jerzy I zabrał go do Londynu. Brytyjczycy specjalnie uchwalili ze strachu przed jego wpływami ustawę Enlistment in Foreign Service Act (1713) zwaną w skrócie Foreign Act, która stwierdzała, że ministrem w Wielkiej Brytanii może być tylko Brytyjczyk. Król jednak najchętniej radził się (nie tylko w sprawach hanowerskich, co byłoby normalne, lecz również brytyjskich) właśnie Bernstorffa i innego hanowerskiego ministra Robethona.
W latach 1717–1721 Robert Walpole stoczył z nim prawdziwą zimną wojnę o wpływy.

## Potomstwo
Żoną Bernstorffa została Lucia Johanetta von Schütz, której bratem był Ludwig Just Sinold von Schütz (zm. 1710), hanowerski dyplomata. Miał z nią pięcioro dzieci, w tym cztery córki:
1. Eleonore von Bernstorff, jej mężem został Georg Ernst von Werpup.
2. Sophie Charlotte von Bernstorff, jej mężem został Joachim Engelke, baron von Bernstorff. Ślub odbył się w Wedendorf. Ich synem był zdolny duński minister Johann Hartwig Ernst von Bernstorff. Andreas Gottlieb Bernstorf zadbał bardzo starannie o jego edukację. Nauczył go wielu języków obcych i tajników dyplomacji europejskiej.
3. Louise von Bernstorff, jej mężem został Werner von Lenthe, radca sądu apelacyjnego.
4. Gottlieb Valentin von Bernstorff, który w 1713 imatrykulował się na uniwersytecie w Lüneburgu.
5. Christine von Bernstorff, poślubiła Friedricha von Steinbecka w Hanowerze.